# Eubordeta mars
Eubordeta mars là một loài bướm đêm trong họ Geometridae.